# Michela Ledri
Michela Ledri (Negrar, 12 maggio 1992) è una calciatrice italiana, di ruolo difensore.

## Biografia
Nata a Negrar, cresce con la famiglia a Sant'Anna d'Alfaedo.

## Statistiche

### Cronologia presenze e reti in nazionale
| Cronologia completa delle presenze e delle reti in nazionale ― Italia | Cronologia completa delle presenze e delle reti in nazionale ― Italia | Cronologia completa delle presenze e delle reti in nazionale ― Italia | Cronologia completa delle presenze e delle reti in nazionale ― Italia | Cronologia completa delle presenze e delle reti in nazionale ― Italia | Cronologia completa delle presenze e delle reti in nazionale ― Italia | Cronologia completa delle presenze e delle reti in nazionale ― Italia | Cronologia completa delle presenze e delle reti in nazionale ― Italia |
| Data                                                                  | Città                                                                 | In casa                                                               | Risultato                                                             | Ospiti                                                                | Competizione                                                          | Reti                                                                  | Note                                                                  |
| --------------------------------------------------------------------- | --------------------------------------------------------------------- | --------------------------------------------------------------------- | --------------------------------------------------------------------- | --------------------------------------------------------------------- | --------------------------------------------------------------------- | --------------------------------------------------------------------- | --------------------------------------------------------------------- |
| 19-9-2012                                                             | Atene                                                                 | Grecia                                                                | 0 – 0                                                                 | Italia                                                                | Qual. Euro 2013                                                       | -                                                                     |                                                                       |
| Totale                                                                |                                                                       | Presenze                                                              | 1                                                                     |                                                                       | Reti                                                                  | 0                                                                     |                                                                       |

## Palmarès

### Club
- Campionato italiano: 4

Bardolino Verona: 2006-2007, 2007-2008, 2008-2009
AGSM Verona: 2014-2015
- Coppa Italia: 2

Bardolino: 2005-2006, 2006-2007
- Supercoppa italiana: 2

Bardolino Verona: 2007, 2008